# Mîropillea, Korsun-Șevcenkivskîi
Mîropillea (în ucraineană Миропілля) este un sat în comuna Koșmak din raionul Korsun-Șevcenkivskîi, regiunea Cerkasî, Ucraina.

## Demografie
Componența lingvistică a localității Mîropillea
     Ucraineană (97,33%)
     Rusă (2,67%)
Conform recensământului din 2001, majoritatea populației localității Mîropillea era vorbitoare de ucraineană (97,33%), existând în minoritate și vorbitori de rusă (2,67%).